# Alterswil
Alterswil (Alterschwül en suisse allemand [ˌɑɫtəɾʃˈʋʏɫ]) est une localité et une ancienne commune suisse du canton de Fribourg, située dans le district de la Singine.

## Histoire
Depuis le 1er janvier 2021, Alterswil a fusionné avec ses voisines de Tavel et Saint-Antoine pour former la nouvelle commune de Tavel.

## Géographie

Photo aérienne (1958)

Alterswil mesure 1 611 ha. 6,6 % de cette superficie correspond à des surfaces d'habitat ou d'infrastructure, 76,6 % à des surfaces agricoles, 16,2 % à des surfaces boisées et 0,6 % à des surfaces improductives.
En plus du village d'Alterswil, l'ancienne commune comprend les hameaux d'Äckerli, Bennewil, Galtern, Gerewil, Heimberg, Wengliswil, Wilersgut, Wolgiswil, Zum Holz et Zitterli.

## Démographie
Alterswil compte 2 050 habitants en 2023. Sa densité de population atteint 127 hab./km2.
Le graphique suivant résume l'évolution de la population d'Alterswil entre 1850 et 2008 :